# Rolls-Royce AE 2100
El Rolls-Royce AE 2100 es un motor aeronáutico turbohélice, fabricado por la compañía Rolls-Royce North America. Se trata de un desarrollo del AE 1107 equipado en los V-22 Osprey.
El motor es de eje doble, con un compresor de alta presión de 14 etapas. El compresor de baja presión es de dos etapas. El diseño es altamente modular, compartiendo elementos con el turboeje AE 1107 y el turbosoplante AE 3007. Si bien los desarrollos del AE 2100 están siendo aplicados a aparatos militares, en su primera versión, cuando todavía era fabricado por Allison Engine Company, previamente a su absorción por Rolls-Royce en 1995, el AE 2100A fue equipado en el avión de pasajeros Saab 2000. Las tres versiones disponibles, D2, D3 y J tienen pequeñas diferencias entre sí, como una menor longitud en el D2 y un mayor peso en el D3. El J es el menos potente de los tres, pero también el más ligero.

## Aplicaciones
- Saab 2000 (AE2100A)
- Alenia C-27J Spartan (AE2100D2A)
- Lockheed Martin C-130J Super Hercules (AE 2100D3)
- ShinMaywa US-2 (AE 2100J)

## Especificaciones (AE 2100D3)
Referencia datos: Datos oficiales de Rolls-Royce
- Tipo: Turbohélice
- Diámetro: 73 cm
- Longitud: 3,15 m
- Peso: 873 kg
- Índice de compresión: 16,6
- Potencia: 4637 shp (3458 kW)